# Maravi
Le Royaume maravi (parfois Empire maravi) était un État bantou de la région du lac Malawi au XVIe et XVIIe siècles (1480c-1891). Son nom, signifiant « flamme », a probablement donné le nom du Malawi actuel. À son apogée, le royaume s’étendait du lac Malawi au Nord, à la Luangwa et au Zambèze à l’Ouest, jusqu’à la côte de l’océan Indien.
Le chef du royaume était appelé kalonga et appartenait au matriclan Phiri. Sa capitale était Manthimba (en).

## Histoire

Étendue du royaume de Maravi à son apogée au XVIIe siècle.

### Origines
Les Maravis étaient un peuple de l’âge du fer dont le nom signifierait rayons de lumière. 
La dynastie de l’Empire maravi fut fondée par les Maravis à la fin du XVe siècle. Les Maravis avaient migré depuis les territoires de l’actuel Katanga dans la République démocratique du Congo. Ils livrèrent des combats avec les Kufulas, qui vivaient en petits clans familiaux sans système de défense unifié. Le clan des Phiri, qui dominait le peuple Maravi et dont descendent les Chewas actuels, fonda alors un royaume qui devint l’Empire maravi.

## Apogée
Cet empire s’étendait depuis les rives sud-ouest du lac Malawi et englobait la plus grande partie du Malawi actuel, ainsi qu’une partie du Mozambique et de la Zambie. L’empire était gouverné depuis la ville de Mankhamba par le kalonga, qui nommait des lieutenants pour gouverner les provinces nouvellement annexées. L’empire commencera à décliner au début du XVIIIe siècle, lorsque des conflits entre gouverneurs provinciaux affaiblirent son autorité.

### Déclin
La chute de l’Empire maravi, au XIXe siècle, coïncide avec l’arrivée de deux groupes puissants. Les Ngonis originaires du Natal (actuelle Afrique du Sud), emmenés par leur chef Zwangendaba, arrivèrent au Maravi après avoir fui l’Empire zoulou et l’empereur Chaka.
Cet important mouvement de populations, qui englobait bien d’autres peuples que les Ngunis, eut un profond impact sur le sous-continent austral. Tout en fuyant Chaka Zulu, les Ngunis du chef Zwangendaba avaient adopté une grande partie de ses tactiques militaires et les employèrent contre les Maravis. Installés dans des régions rocheuses, ils lancèrent des raids annuels contre leurs voisins chewas pour ramener esclaves et nourriture. 
Le deuxième groupe qui gagna en influence à cette époque fut les Yaos, venus du nord du Mozambique pour échapper à la famine et aux conflits avec la tribu Makua. Ils attaquèrent les Chewas et les Ngunis pour revendre les prisonniers comme esclaves à Kilwa ou Zanzibar. Les Ayao furent les premiers, et restèrent longtemps les seuls à employer des armes à feu dans leurs conflits avec d’autres tribus. Convertis à l’Islam au contact des commerçants arabes, ils bénéficiaient du soutien des cheiks, qui financèrent des écoles et des mosquées. Les Arabes introduisirent également la culture du riz, qui deviendra prépondérante dans la région lacustre.
David Livingstone explore le lac Nyasa en 1859 et estime que près de 19 000 esclaves maravis sont exportés à Zanzibar chaque année.
Forts de leur alliance avec les Yaos, les Arabes établirent plusieurs comptoirs le long du lac Malawi. Le plus grand de ces comptoirs fut fondé en 1840 à Nkhotakota par Jumbe Salim bin Abdala. Au sommet de son pouvoir, Jumbe fit transiter entre 5 000 et 20 000 esclaves par Nkhotakota par année. Les esclaves étaient ensuite acheminés vers l’île de Kilwa Kisiwani, au large de l’actuelle Tanzanie. La fondation de ces comptoirs déplaça le centre du commerce des esclaves vers Zanzibar.
Les Yaos et les Ngonis se livrèrent d’incessants combats sans qu’il en ressortisse un vainqueur définitif. Les derniers représentants de l’Empire maravi succombèrent cependant aux attaques des deux clans. Certains chefs chewas subsistèrent en nouant des alliances avec les Swahilis, eux-mêmes alliés avec les Arabes.

## Peuples et langues
Les Maravis sont composés de plusieurs peuples : Chewas, Nyanjas, et Mang'anja. La langue principale des Maravis était le chichewa.

## Économie
L’économie du royaume maravi dépendait largement de l’agriculture, principalement du millet et du sorgho. Les Chewas avaient alors accès à la côte de l’actuel Mozambique, ce qui leur permit de faire commerce d’ivoire, de fer et d’esclaves avec les Portugais et les Arabes. Les Portugais entrèrent dans les territoires du futur Malawi via le port mozambicain de Tete au XVIe siècle et rapportèrent les premiers témoignages écrits sur l’empire Maravi. Ils apportèrent le maïs, qui remplacera le sorgho dans l’alimentation de base des Malawites, et achetèrent des esclaves qu’ils employèrent principalement dans leurs plantations du Mozambique et du Brésil.